# Giuseppe Luosi
Giuseppe Romolo Melchiorre Luosi (Mirandola, 5 settembre 1755 – Milano, 1º ottobre 1830) è stato un politico e giurista italiano.
Fu Ministro della Giustizia per un decennio nel napoleonico Regno d'Italia: in tale veste egli fu il primo promotore della codificazione del diritto in Italia.

## Biografia
Figlio dell'avvocato Giovanni Luosi e di Maria Cristina Boccabadati, dopo aver terminato gli studi presso il collegio dei gesuiti di Mirandola, frequentò la facoltà di giurisprudenza dell'Università di Modena, dove si laureò il 22 luglio 1776. Nel 1782 fu nominato sindaco legale del Consiglio dei Conservatori della Mirandola e della congregazione delle Acque e delle Strade, dovrendo affrontare il problema di una grave carestia. Nel 1784 scrisse una proposta di revisione della normativa annonaria da inviare al Consiglio di Economia di Modena, il quale decide di abolire parzialmente i dazi sul grano solo nel 1789.
Nel marzo 1788 fu nominato presidente della Congregazione delle Acque e Strade. Il 12 ottobre dello stesso anno sposò la mirandolese Carlotta Pozzetti (morta a Modena il 19 gennaio 1846), da cui ebbe cinque figli (quattro femmine e un maschio), tutti morti durante l'infanzia, tranne la più giovane, Elisabetta.
Risale al 1791 la Riflessione sopra lo stato attuale della provincia mirandolese, documento storico importante poiché contiene una dettagliata descrizione geofisica ed economico-sociale della bassa modenese della fine del XVIII secolo, caratterizzata da una realtà agricola depressa dovuta all'inefficienza del latifondismo feudale. Secondo Luosi, era necessaria una radicale riforma agraria, con l'abolizione dei dazi per favorire il libero mercato, e la parcellizzazione dei terreni, da affidare a nuove famiglie di coloni agricoli insieme a sgravi fiscali ed incentivi economici. Inoltre, propose di bonificare le paludi delle valli mirandolesi per ottenere nuovi terreni e razionalizzare il governo delle acque, da utilizzare per l'irrigazione secondo le moderne tecniche agricole.
Dopo la fuga da Modena a Venezia del duca Ercole III d'Este a seguito delle invasioni napoleoniche, Luosi e altri intellettuali illuminati si resero immediatamente disponibili alla nuova realtà politico-culturale influenzata dalle innovative idee repubblicane francesi. 

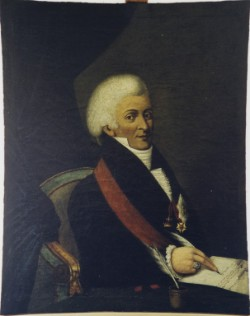
Ippolito Bianchini Ciarlini, Ritratto di Giuseppe Luosi (1809)

Nel giugno 1796 Luosi conobbe il generale francese Pierre Augereau, giunto alla Mirandola dopo l'assedio di Mantova, che lo presentò a Napoleone Bonaparte e da questi subito apprezzato. L'8 ottobre 1796 Luosi si trasferì a Modena, dove venne nominato componente del governo provvisorio (insieme a Nestore Canuti, Bartolomeo Cavedoni, Giuseppe Cavicchioli, Cosimo Medici, Carlo Testi e Luigi Valdrighi), che abolì i titoli nobiliari e le giurisdizioni feudali.
Luosi poté quindi ricoprire una serie di cariche nelle Repubbliche sorelle sorte a seguita della prima Campagna d'Italia del Bonaparte: membro del governo di Modena, poi componente della giunta di difesa della Repubblica Cispadana, dal 30 giugno 1797 ministro della Giustizia della Repubblica Cisalpina, nel cui direttorio entra il 31 agosto 1798.
Durante le alterne vicende dovute alla reazione austro-russa, Luosi si rifugiò a Chambéry. Nel giugno 1800, dopo la battaglia di Marengo che portò alla ricacciata degli austriaci dall'Italia, Luosi è nominato membro della Consulta legislativa della seconda Repubblica Cisalpina. Infine è ministro della Giustizia del Regno d’Italia dal 9 giugno 1805 al 1814, anno della caduta del Regno stesso con la sconfitta di Napoleone. In questi anni fece approvare il nuovo Regolamento organico per il riordino delle competenze delle varie magistrature e curò la traduzione italiana del Codice napoleonico, che fu alla base della riforma del diritto italiano.
Massone, nel 1807 e 1808 fu gran dignitario della Gran loggia generale simbolica in seno al Grande Oriente d'Italia con sede a Milano.
In seguito alla Restaurazione, Luosi ritornò a vita privata.

## L'impegno di Luosi per la codificazione del diritto

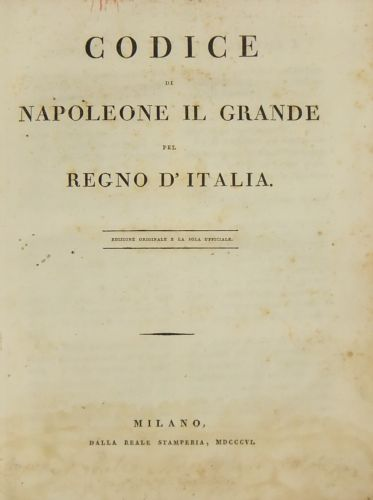
Edizione originale del Codice Napoleone, tradotto in lingua italiana nel 1806 a cura di Giuseppe Luosi

Durante la sua carriera ai vertici dell'amministrazione della giustizia, il Luosi lottò per giungere a un'autonoma codificazione del diritto in Italia, mossa dalla speranza di non doversi limitare ad adottare i codici che Napoleone aveva introdotto in Francia.
Luosi era stato peraltro autore, nel 1801, di un progetto di codice penale e seguì personalmente tutti i successivi progetti, che affidò ai più noti giuristi e avvocati dell'epoca: Gian Domenico Romagnosi, il valtellinese Tommaso Nani, il criminalista calabrese Giuseppe Raffaelli e il giudice di cassazione Antonio De Lorenzi.
Il codice di procedura fu l'unico sforzo dell'attività codificatoria italiana che giunse, per la precisione nel 1807 in porto. In tutti gli altri casi, Napoleone impose i codici d'Oltralpe, malgrado lo sforzo del Luosi di raggiungere un difficile equilibrio fra adeguamento alle scelte fatte Oltralpe – per non urtare i francesi - e una più accentuata impronta nazionale dei codici italiani. Luosi pubblicò comunque un testo, la Collezione Dei Travagli sul Codice Penale del Regno d'Italia, che raccoglie la vasta documentazione che si era accumulata sul suo tavolo e che prova il grande impegno da lui profuso nel progetto di codificazione.
Il lavoro compiuto non andò però perduto. I progetti seguiti dal Luosi influenzarono i codici dei vari Stati italiani anche dopo la Restaurazione, ad esempio il codice penale del Ducato di Parma del 1820 e attraverso questo i testi del Regno di Sardegna del 1839 e 1859, a loro volta presi a modello dal codice penale nazionale dello Zanardelli del 1889 e pure debitore dei progetti voluti dal Luosi fu, in Svizzera, il codice penale del Canton Ticino, a cui collaborò il noto avvocato milanese Giuseppe Marocco.

## Ricordo
Alla memoria di Giuseppe Luosi sono dedicate strade a Milano, Modena e Mirandola, dove è altresì presente l'Istituto di istruzione superiore ad indirizzo tecnico-economico a lui dedicato.